# 40 (numero)
Quaranta (cfr. latino quadraginta, greco τεσσαράκοντα) è il numero naturale dopo il 39 e prima del 41.

## Proprietà matematiche
- È un numero pari.
- È un numero composto dai seguenti 8 divisori: 1, 2, 4, 5, 8, 10, 20, 40. Poiché la somma dei divisori (escluso il numero stesso) è 50 > 40, è un numero abbondante.
- È un numero semiperfetto in quanto pari alla somma di alcuni (o tutti) i suoi divisori.
- È un numero ottagonale.
- È un numero idoneo.
- È la somma dei primi quattro numeri pentagonali.
- È un numero di Harshad nel sistema numerico decimale.
- È la somma di due quadrati, 40 = 22 + 62.
- È un numero rifattorizzabile, essendo divisibile per il numero dei suoi divisori.
- È parte delle terne pitagoriche (9, 40, 41), (24, 32, 40), (30, 40, 50), (40, 42, 58), (40, 75, 85), (40, 96, 104), (40, 198, 202), (40, 399, 401) ed è il più piccolo numero naturale appartenente a 8 terne.
- È un numero a cifra ripetuta nel sistema di numerazione posizionale a base 3 (1111), a base 7 (55) e a base 9 (44).
- È un numero pratico.

## Astronomia
- 40P/Väisälä è una cometa periodica del sistema solare.
- 40 Harmonia è un asteroide della fascia principale del sistema solare.
- NGC 40 è una nebulosa planetaria della costellazione di Cefeo.

## Astronautica
- Cosmos 40 è un satellite artificiale russo.

## Chimica
- È il numero atomico dello Zirconio (Zr).

## Fisica
- -40° è l'unica temperatura indicata con lo stesso valore sia usando la scala Celsius che la Fahrenheit.

## Numismatica
- Quarantana e Quarantano. In numismatica, la moneta d’argento da quaranta soldi o doppia lira fatta coniare da Francesco I d'Este duca di Modena (1629-1658) venne detta volgarmente quarantana, mentre quella di pari valore emessa da Ranuccio II Farnese duca di Parma e Piacenza (1646-1694) si disse quarantano. Per analogia troviamo questo nome dato anche a monete coniate da altri prìncipi che avevano lo stesso valore di quaranta soldi.[1]

## Simbologia

### Religione
Nella Bibbia questa parola ricorre molte volte, spesso per indicare un periodo cronologico di prova e isolamento o di purificazione:
Antico testamento
- durante il diluvio universale la terra fu completamente sommersa e l'arca cominciò a galleggiare dopo quaranta giorni e quaranta notti di pioggia (Genesi 7, 4.12.17[4]);
- all'arrivo nella terra promessa, gli esploratori della terra di Canaan impiegarono 40 giorni, ma al ritorno convinsero il popolo a rifiutarsi di entrarvi, fino a chiedere un nuovo capo ed il ritorno in Egitto; per punizione il vagabondaggio nel deserto del popolo Israelita durò quarant'anni (Numeri 13, 25; 14, 33-34; 32, 13[5], Esodo 16, 35[6]; Deuteronomio 8, 2.4; 29, 4[7]; Giosuè 5, 6[8], Ezechiele 4:6);
- Golia si presentò due volte al giorno per quaranta giorni al popolo di Israele (1 Samuele 17:16), finché Davide non lo vinse;
- i 120 anni della vita di Mosè si possono suddividere in tre periodi di quarant'anni[9]: il passaggio all'età adulta, la liberazione dalla schiavitù d'Egitto, e il suo ritorno a guidare il popolo d'Israele. (Atti 7:23, 30, 36);
- Mosè è rimasto sul monte Sinai per quaranta giorni e quaranta notti (Esodo 24, 18; 34, 28[10]; Deuteronomio 9, 9.11.18.25; 10, 10[11]);
- il profeta Elia ha dovuto attraversare il deserto per quaranta giorni prima di giungere al monte Oreb (1Re 19, 8[12]);
- il profeta Giona ha annunciato la distruzione di Ninive per quaranta giorni (Giona 3, 4[13]);
- diversi capi e Re di Israele regnarono per "quaranta anni", anche a significare per una intera generazione: Eli (1Samuele 4:18), Saul (Atti 13:21), Davide (2Samuele 5:4), e Salomone (1Re 11:42);
- quaranta cubiti sul davanti formavano la casa di Dio, vale a dire il tempio (1Re 6:17, e Ezechiele 41:2, e 46:22);
- i governatori tassavano il popolo, ricevendo pane e vino, oltre a 40 sicli di argento (Neemia 5:15);
- Azael andò incontro a Eliseo, con un carico di 40 cammelli (2Re 8:9);
- la flagellazione secondo la legge mosaica prevedeva "non più di quaranta colpi" (Deuteronomio 25, 3[14] || 2Corinzi 11, 24[15]).

Nuovo Testamento
- quaranta giorni dopo la nascita, Gesù è presentato al Tempio di Gerusalemme (Luca 2, 22[16]) per "essere offerto" a Dio "secondo la Legge di Mosè" (Esodo 13, 2.11-16[17]). Sempre secondo tale Legge simultaneamente avviene la purificazione di Maria: la puerpera compie l'offerta prescritta dal Levitico (12, 2-4.6-8[18]). Nella tradizione della Chiesa cattolica questi due eventi sono ricordati con la festa liturgica della Candelora
- Gesù si è ritirato nel deserto per quaranta giorni prima d'iniziare la sua predicazione pubblica (Luca 4, 1-2[19] || Marco 1, 12-13[20] || Matteo 4, 1-2[21]).
- quaranta giorni separano la Resurrezione di Gesù (dalla morte di Croce), dal giorno dell'Ascensione (Atti degli Apostoli 1,3-11). In questo periodo, gli Apostoli ricevono prove e conferme della Resurrezione, prima di ricevere lo Spirito Santo nella Pentecoste.

Altre occorrenze nella tradizione giudeo-cristiana
- uno dei prerequisiti per un maschio, per iniziare lo studio della Kabbalah, era di aver compiuto 40 anni
- la Quaresima che precede la Pasqua di resurrezione
- le Quarantore
- i Quaranta martiri di Sebaste
- Kırklareli, le 40 Chiese (Σαράντα Εκκλησιές) al confine ovest con la Tracia

### Smorfia
- Nella smorfia il numero 40 è l'ernia.

### Giochi
- 40 tipicamente sono le carte di un mazzo di carte da gioco italiane.
- Trénta e Quaranta. Gioco d’azzardo che si gioca con due o tre mazzi di carte di tipo francese mescolati insieme.[22]

## Letteratura
- 40 sono i ladroni presenti nella favola Alì Babà e i quaranta ladroni.

## Termini derivati
- Accademia nazionale delle scienze detta dei XL o Accademia dei XL
- Quarantena
- Quarantia (Venezia)